# الستر کمبل (ورزشکار)
الستر کمبل (انگلیسی: Alastair Campbell؛ ‏تلفظ نام‌خانوادگی: ‎/ˈkæmbəl/‎؛ ‏ ۲۹ مهٔ ۱۸۹۰ – ۱۶ ژوئن ۱۹۴۳) بازیکن فوتبال اهل بریتانیا بود.
از باشگاه‌هایی که در آن بازی کرده‌است می‌توان به باشگاه فوتبال پول تاون، باشگاه فوتبال گلوسوپ نورث اند، و باشگاه فوتبال ساوت‌همپتون اشاره کرد.
وی همچنین در تیم ملی فوتبال England amateur بازی کرده‌است.